# Olle Nilsson (redaktör)
Olle Ingvar Konrad Nilsson, född 25 januari 1929 i Örkelljunga församling, Kristianstads län, död 29 maj 2012 i Umeå, var en svensk tidningsman.
Nilsson, som var son till lantbrukare Konrad Nilsson och Lilly Karlsson, var lokalredaktör för Nordvästra Skånes Tidningar i Örkelljunga 1946–1949, redaktör för Hässleholms Dagblad 1949–1951, för Nyaste Kristianstadsbladet 1952–1956, vid Folkpartiets presstjänst 1957–1961, på Dagens Nyheter 1961–1971, andreredaktör på Västerbottens-Kuriren 1971–1972, chefredaktör där 1972–1978, för Kristianstadsbladet 1978–1987 och chefredaktör för Nerikes Allehanda 1987–1993. Han utgav Ungdom i u-landstjänst (1971). Olle Nilsson är begravd på Backens kyrkogård i Umeå.